# Tancredo Neves
Tancredo de Almeida Neves (portugisisk udtale: [tɐ̃ˈkɾedu ˈnɛvis]) (født 4. marts 1910, død 21. april 1985) var en brasiliansk politiker, advokat og entreprenør. Han var justitsminister og indenrigsminister fra 1953 til 1954, premierminister fra 1961 til 1962, finansminister i 1962 og Minas Gerais' delstatsguvernør fra 1983 til 1984. Han blev valgt som præsident for Brasilien i 1985, men han døde før han begyndte på posten.